# Szczęśliwy dzień
Szczęśliwy dzień (ang. One Fine Day, 1996) – amerykańska komedia romantyczna.

## Obsada
- Michelle Pfeiffer – Melanie Parker
- George Clooney – Jack Taylor
- Mae Whitman – Maggie Taylor
- Alex D. Linz – Sammy Parker

i inni

## Wersja polska
Opracowanie wersji polskiej: Start International Polska

Reżyseria: Ewa Złotowska

Dialogii polskie: Magdalena Dwojak

Dźwięk i montaż: Janusz Tokarzewski

Kierownictwo produkcji: Bogumiła Adler

Udział wzięli:
- Ewa Kania – Melanie Parker
- Adam Bauman – Jack Taylor
- Sergiusz Żymełka – Sammy Parker
- Sara Müldner – Maggie Taylor
- Tomasz Grochoczyński – Lew
- Jolanta Wołłejko – Rita
- Mikołaj Müller – Smith Leland

oraz
- Janusz Bukowski
- Paweł Szczesny
- Mieczysław Morański
- Marek Robaczewski
- Wojciech Paszkowski
- Leszek Abrahamowicz
- Agata Gawrońska
- Olga Bończyk
- Magdalena Wójcik
- Beata Kawka
- Izabela Dąbrowska

i inni